# (22161) Santagata
(22161) Santagata (2000 WR123) – planetoida z pasa głównego asteroid okrążająca Słońce w ciągu 4,52 lat w średniej odległości 2,73 j.a. Odkryta 29 listopada 2000 roku.